# Etterbeek
Etterbeek es uno de los 19 municipios que forman la región federal de la Región de Bruselas-Capital. El 1 de enero de 2019, contaba con 48.367 habitantes (según el Instituto nacional de estadísticas de Bélgica (NS) con una superficie de 3,1552 km² (o sea 15.173 habitantes/km²). Su código postal es el 1040.
Limita con los municipios de Bruselas, Ixelles, Auderghem, Woluwe-Saint-Pierre, Woluwe-Saint-Lambert y Schaerbeek.

## Demografía

### Evolución
Todos los datos históricos relativos al actual municipio, el siguiente gráfico refleja su evolución demográfica.
| Gráfica de evolución demográfica de Etterbeek entre 1846 y 2020 |
|                                                                 |

## Enlaces culturales

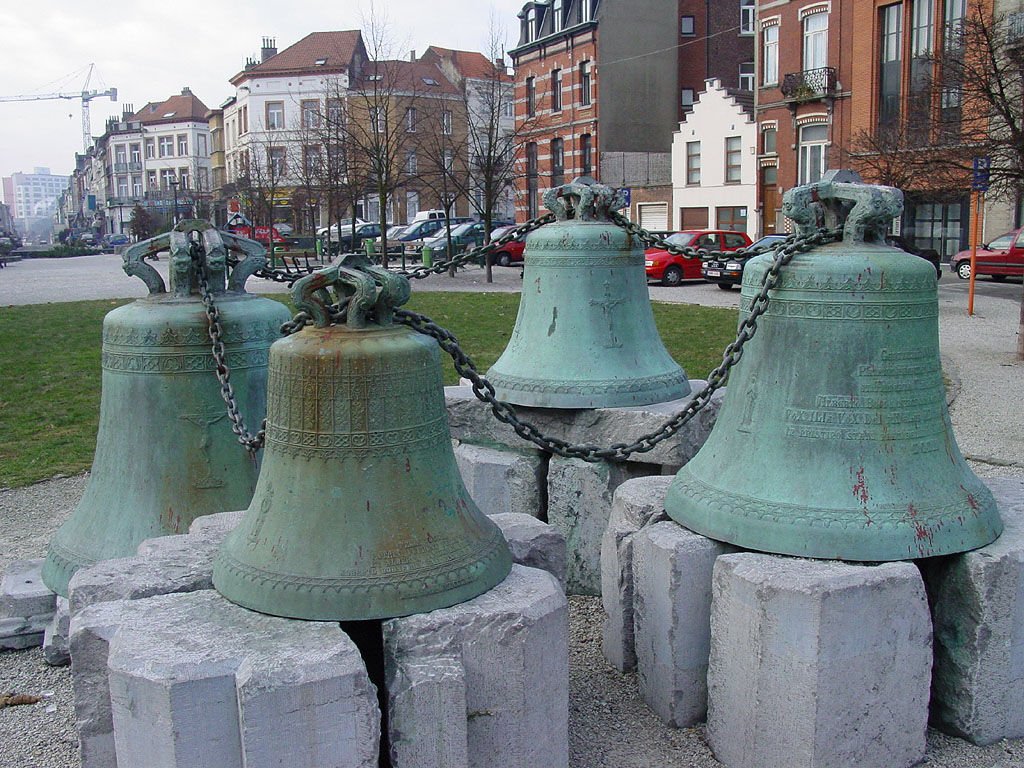
Las campanas de la antigua iglesia de Ste-Gertrude.

- Centro cultural Léopold Sédar Senghor (Espace senghor)
- Centro cultural Maalbeek
- Maison de jeune La Clef
- Maison de jeune Samarcande
- Academia de artes plásticas Constantin Meunier
- Academia de artes plásticas neerlandófona RHoK-ACADEMIE
- Academia de música Jean Absil
- Biblioteca-mediateca Hergé
- Biblioteca pública Notre-Dame
- Biblioteca Culture et Loisirs
- Biblioteca neerlandófona
- Teatro Saint-Michel
- Teatro Yvan Baudouin-Lesly Bunton
- L'Arrière-Scène, cafetería-teatro
- L'Atelier 210, sala de espectáculos polivalente (teatro, música, danza, etc.)
- Albert hall - Roseland, sala de espectáculos
- Talleres del maestro del vidrio Paul Majerus (vitraux)
- Fonderie Hap (bronce)
- La Fundación René Carcan (gravure)
- Estatua de Europa (Unity in Peace)

## Principales espacios verdes de Etterbeek
- El Jardín Jean-Félix Hap
- El parque de Fontenay sous Bois

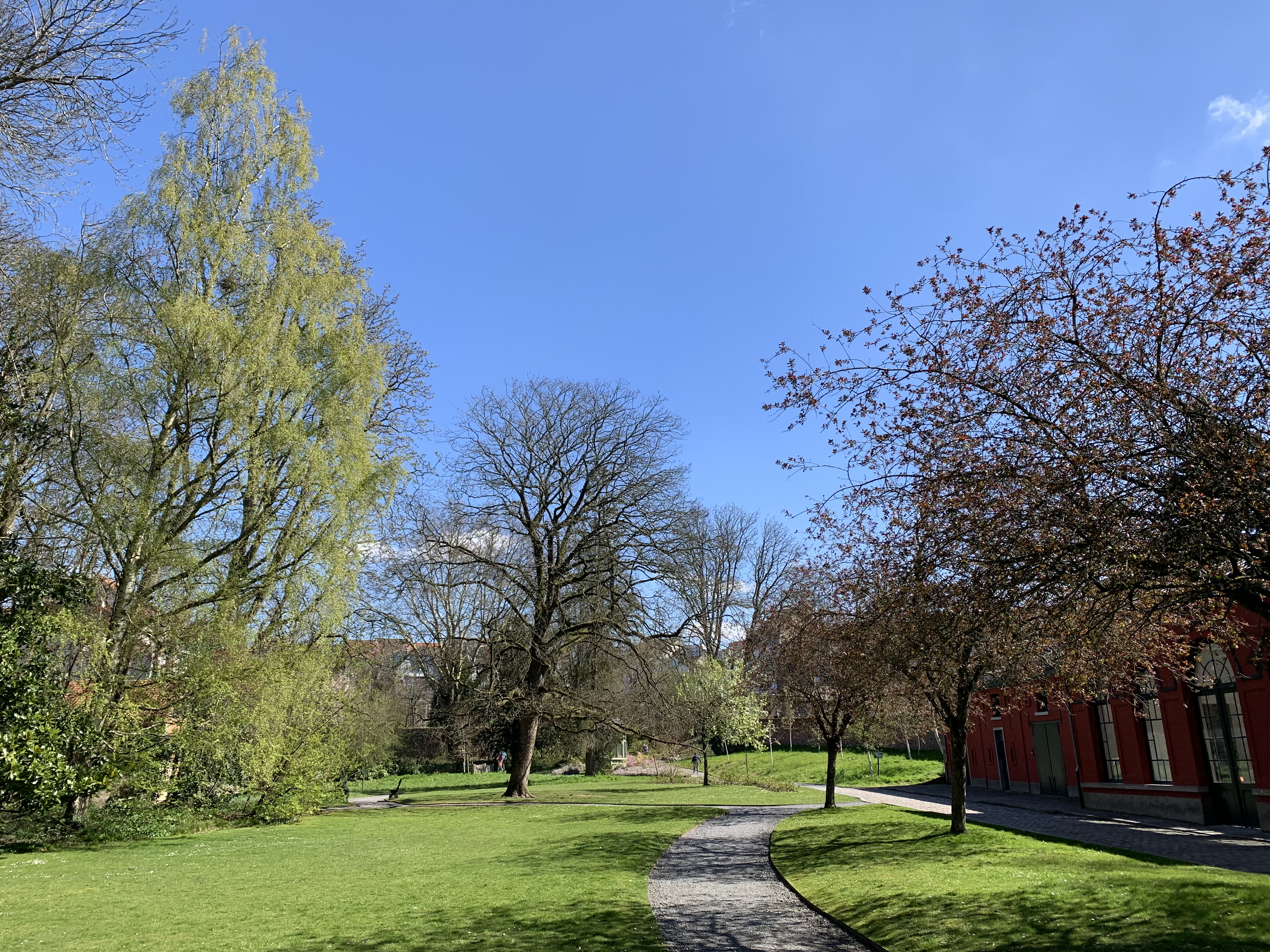
El jardín Félix Hap.

- El parque del « Paradis des Enfants »
- El parque « I.N.G. »
- Parque de la ciudad Jouët-Rey
- La plaza de Roi Vainqueur
- Ciudad jardín de Bruselas: La Cité sociale Jouët-Rey

Limítrofes con el municipio:
- El Parque del Cincuentenario
- El Parque Léopold de Bruxelles

## Algunos étterbeequenses
De nacimiento o adopción:
- Stromae (1985), cantante, compositor y productor.
- Jan Van Etterbeke tallador de piedra trabajó hasta 1455, en la construcción del ayuntamiento de Lovaina. Talló piedras destinadas a la escalinata y a las tres torretas del lado del cuerpo de guardia y ejecutó una parte de los bajos relieves
- Diego de Castro, barón d'Etterbeek, Países Bajos Españoles[2]
- Constantin Meunier (1831-1905), pintor y escultor
- Jean Absil (1893-1974), compositor director de l'Academia de música d'Etterbeek
- Adrien de Gerlache (1866-1934), navegante, se hizo célebre por su expedición al continente antártico a bordo del velero "Bélgica". Descubrió, en particular, un estrecho al cual se dará su nombre.
- François Weyergans (1941), escritor
- Jean-Baptiste Baronian (1942), escritor
- Paul Cauchie arquitecto, pintor y decorador
- Georges Rémi, alias Hergé (1907-1983) autor de Tintin.
- André Franquin (1924-1997) autor de (Gaston Lagaffe, Spirou et Fantasio, Modeste et Pompon…)
- Amélie Nothomb (1966), escritora
- Lara Fabian (1970), cantante
- Jérôme d'Ambrosio (1985), piloto de Fórmula 1
- Marouane Fellaini (1987), futbolista